# Bekkevoort
Bekkevoort är en kommun i Belgien.   Den ligger i provinsen Flamländska Brabant och regionen Flandern, i den centrala delen av landet, 40 kilometer öster om huvudstaden Bryssel. Antalet invånare är 6 057. Bekkevoort gränsar till Halen, Scherpenheuvel-Zichem, Tielt-Winge, Glabbeek, Kortenaken och Diest. 
Trakten runt Bekkevoort består till största delen av jordbruksmark. Runt Bekkevoort är det ganska tätbefolkat, med 172 invånare per kvadratkilometer.